# Paskal
Paskal (Pa) – jednostka ciśnienia (także naprężenia) w układzie SI (jednostka pochodna układu SI).
{\displaystyle \mathrm {1\,Pa={\frac {1\,N}{1\,m^{2}}}={\frac {1\,kg}{1\,m\cdot s^{2}}}} }
{\displaystyle \mathrm {[1\ Pa=1\ N/m^{2}=1\ kg\cdot m^{-1}\cdot s^{-2}]} }
Nazwa paskal pochodzi od nazwiska francuskiego fizyka Blaise’a Pascala.
Zgodnie z przedrostkami układu SI: skrót kPa oznacza kilopaskal (103 Pa), MPa oznacza megapaskal (106 Pa), GPa oznacza gigapaskal (109 Pa), natomiast hPa – hektopaskal (100 Pa).
Hektopaskal jest zazwyczaj stosowany przy podawaniu ciśnienia atmosferycznego, ponieważ jest dokładnie równy stosowanej powszechnie przed latami sześćdziesiątymi XX w. w meteorologii w układzie CGS i MKSA jednostce milibar:
1 hPa = 100 Pa = 1 mbar = 10,19 mm H2O
Ciśnienie atmosferyczne na poziomie morza wynosi przeciętnie 1013,25 hPa. Najniższe ciśnienie na świecie wynosiło 870 hPa (12 października 1979 roku w północnej części Oceanu Spokojnego), a najwyższe na powierzchni Ziemi – 1086 hPa (19 grudnia 2001 roku w miejscowości Tosontsengel w Mongolii).

## Przeliczniki na dawne jednostki
1 Pa = 1,019716·10−5 at
  = 1,019716·10−5 kG/cm²
  = 1,450377·10−4 psi
  = 10−5 bar
  = 0,98692326671·10−5 atm
  = 0,0075006167382112 mm Hg
  = 0,1019716212977928 mm H2O
  = 10 b